# 近江俊郎
近江 俊郎（おうみ としろう、1918年7月7日 - 1992年7月5日）は、東京都出身の歌手、作曲家、映画監督である。本名大蔵 敏彦（おおくら としひこ）。兄は新東宝、大蔵映画社長を務めた大蔵貢、姉はコロムビア専属歌手となった香取みほ子。孫にアイドルグループ「エレクトリックリボン」の元メンバー、ericaがいる。

## 経歴

### 戦前・戦中
正則中学校卒業。武蔵野音楽学校在学中に教授と進級試験の方法を巡って対立し、1936年（昭和11年）に退学した。タイヘイレコードから鮫島敏弘の芸名で「辷（すべ）ろよスキー」でレコードデビュー。ポリドール・レコード専属になるまで、マイナーレコードを転々とし、その間に大友博（リーガル）、大久良俊（アサヒ）など改名を重ねるが、ヒットに結びつく作品はなかった。その間では、特にリーガル専属として活躍した大友博名義でのレコーディングが多く、松平晃の「夕日は落ちて」の替え歌「流浪の涙」やコロムビア本盤から本名で発売された「北京高脚踊り」などが代表作となる。
1940年（昭和15年）、ポリドールに自ら作曲した「想い出の並木路」を持ち込んで、歌手兼作曲家として専属となり、同曲でデビュー。「どうせこの稼業は水商売だから…」と琵琶湖に近い滋賀の近江商人にならって、「近江志郎」と名乗り、「世紀の青空」「僕の東京」「広東航路」など、20曲以上をレコーディングし、ポリドールの代表的な歌手となるが、1941年（昭和16年）末の宴席で、ワンマンで有名な鈴木幾三郎社長と対立。そのままポリドールを退社してしまう。
1942年（昭和17年）、ポリドールの先輩である上原敏のヒット曲「妻恋道中」をテストで歌ってコロムビアの専属歌手に。さらに古賀政男に懇願して門下生となり、主に軍需工場の慰問に活躍した。「南方みやげ」を近江志郎名で発売した後、近江俊郎と改名し「突撃喇叭鳴り渡る」「敵白旗を揚げるまで」「かくて神風は吹く」などをレコーディングするが、当時の近江にとって印象が深い曲は、ニュース歌謡「台湾沖の凱歌」であったと後年に語っている。

### 戦後

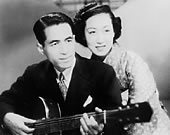
『湯の町悲歌』（1949年、右は山根寿子）

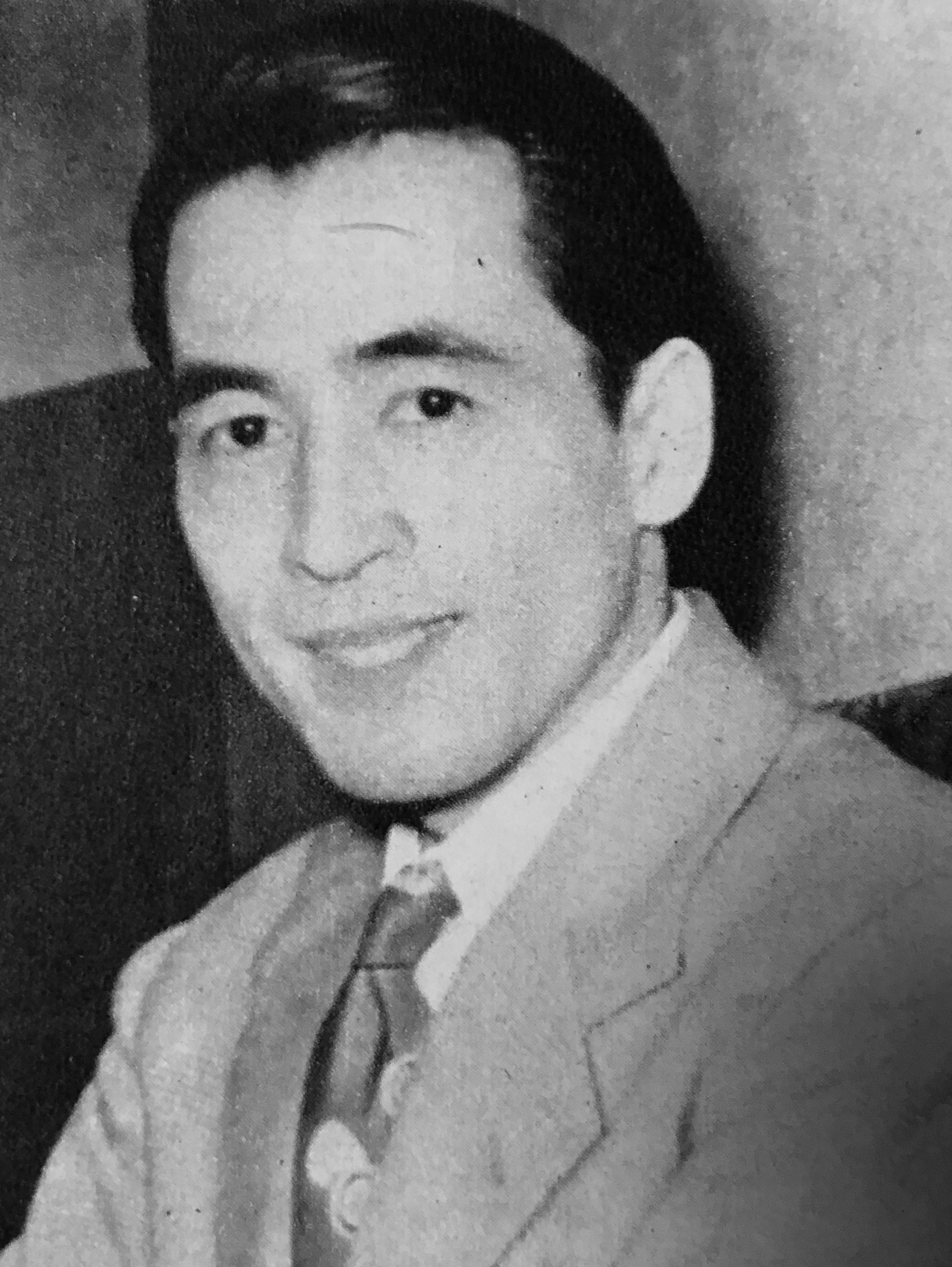
1954年

デビューから10年目の1946年（昭和21年）に「悲しき竹笛」が大ヒット。当初、会社側は奈良光枝のソロで発売したい意向であったが、古賀の推薦により近江がデュエットすることとなった。さらに翌年、ポリドール時代に懇意にしていた米山正夫がシベリアから復員。1942年に高峰秀子のために作曲したものの、当時の米英音楽の規制により「米英的なメロディ」として未発売に終わった「山小舎の灯」を持ち込み、この曲に感動した近江が強力なプッシュでNHKのラジオ歌謡に採用させ、大ヒットとなった。この曲のヒットでコロムビアの専属となった米山の次作「南の薔薇」も大ヒットし、歌手としての地位を確立。近江が主演し、水戸光子の共演で大映で映画化されるほどとなった。
1948年（昭和23年）、霧島昇のために作曲した「湯の町エレジー」を、古賀は近江にレコーディングさせた。歌い出しの低音が出ず、本番を20回近く録り直す苦心の末に発売。同曲は1年で40万枚、最終的には100万枚近い大ヒットになる。「湯の町物語」などシリーズものが発売されるほどのヒット作となり、岡晴夫、田端義夫とともに戦後三羽烏と呼ばれ、スターダムにのし上がることとなる。
その後も、1949年（昭和24年）に「ハバロフスク小唄」「月夜船」などのレコードをヒットさせる一方、映画にも主演や助演で2枚目役として活躍し、順調であったが、1951年（昭和26年）、多額の支度金を用意されキングレコードに移籍。「湯の町月夜」などのヒットを出すが、「専属作曲家の作品を吹き込まずに、自分の作品だけをレコーディングしていたら、キングの作曲家を代表して江口夜詩から抗議を受けた」ということもあり、3年の契約終了後退社。ポリドールに移籍し、「忘れないよ」などを発表。
1955年には近江プロダクションを結成して映画制作に乗り出し、同年に自ら主演した「陽気な天国」（日活）で監督デビュー。翌年、兄の経営していた新東宝へ活動の場を移し、1960年までの5年間で20本以上の映画を制作した。他分野で名を成した人が映画に進出する「異業種監督」としては珍しく、娯楽映画の小品に徹している。

### 映画俳優として
映画に進出してからの近江は、高島忠夫を主演とした「坊ちゃんシリーズ」やコロムビア・トップ、ライト、古川緑波を起用した「珍道中シリーズ」などの喜劇映画を得意とした。近江自身もマーキュリーで「坊ちゃん青空を行く」などをレコーディングし、歌手活動も継続しているが、作曲家としても藤島桓夫らに曲を提供している。特に1961年（昭和36年）に、由利徹のために作曲した「カックンルンバ」はヒットした。
また戦後1979年、脇役（長田総長役）ではあるが喜劇映画「下落合焼とりムービー」にも出演。

### テレビでの活躍
1960年代後半（昭和40年代）以降は、なつメロ歌手として活躍する一方、テレビ番組の司会者やコメンテーターとしての才能を発揮。タレントとして認知されていく。B級歌謡番組やモノマネ番組などの「審査委員長」を務めることが多く、紹介の時に「近江俊郎大先生!!」などと紹介された。偉ぶらない洒脱なキャラクターを通していたことから、この頃には既に好々爺の風格があった。萩本欽一のバラエティー番組テレビ朝日「欽ちゃんのどこまでやるの!?」出演時は「トウシロウ君」の名でレギュラー出演、ユーモラスな学生服姿と飄々とした演技でお茶の間を沸かせたこともある。やはり萩本が主演だったフジテレビ「オールスター家族対抗歌合戦」で審査員を務め人気を得る。1985年の年末に同じ審査員だった立川清登が急死し、翌年1月に異例の追悼特番を放送した際には、出演者代表で弔辞を読み号泣した。
一連の喜劇映画を監督した経緯からお笑いにも造詣が深く、「お笑いスター誕生!!」（日本テレビ）の審査員も永年務めていた。このほか「ドバドバ大爆弾」（テレビ東京）等でも肩書きは常に審査委員長であった。「とんねるずの生でダラダラいかせて!!」（日本テレビ）が末期のテレビ出演であったが、この時もとんねるずが久々にコントネタを披露する際の審査員役であった。
1976年（昭和51年）、「惜しまれるうちに引退したい」と歌手としての引退を宣言（後年に妻の想いをくんだものであると理由を明かしている）、全国縦断リサイタルを行い、最終公演はNHKホールで「ビッグショー」の公開録画を兼ね行われた。しかし1979年に恩師・古賀政男の追悼音楽会に際し、3年ぶりにマイクを握った。この音楽会では「一番世話になった人の会に美空ひばりが出ないのは人の道に外れている」と発言し、当時のメディアの話題をさらった。一方、美空ひばりのひばりプロダクションは、ひばりの不出演は長期劇場公演中のためであり、ひばり自身には出演の意思はあり、もっと早期に製作側の出演要請があればスケジュール調整も可能であったと釈明をしている。その後、もともと幼少時から可愛がっていたひばりとは和解が成立。1985年放送の「思い出のメロディー」では久々に競演し、にこやかに両者が話すシーンも放送されている。
この公演以後「原則、歌手は引退」としながらも、NHK「思い出のメロディー」（1985、86年）やテレビ朝日「題名のない音楽会」（1989年）など、メディアで往年のヒット曲を披露することは少なくなかった。また「今夜は最高!」（日本テレビ）へ出演した際にはこの言動をパロディ化したコントを自ら演じている。
周囲の要望と、引退を勧めたとされる妻から諒承を得たことから1990年（平成2年）にテレビ東京「年忘れにっぽんの歌」で歌手として復帰。舞台劇「影を慕いて」や歌手協会主催の「歌謡祭」などにも活躍を始めるが、翌1991年10月、前年に患った前立腺癌が再発したことを公にし「絶対勝ってみせる」と語ったが、その直後急激に体調は悪化。入退院を繰り返し、1992年7月5日、肝不全のため死去。73歳没。誕生日を迎える2日前であった。亡くなった翌日には「昭和歌謡大全集・第2弾」（テレビ東京）の収録予定が入っており、また9月には神奈川県内数ヶ所でリサイタルを開く予定があった。
なお、実兄との関係で死去するまで大蔵映画の副社長を務めていた。

### 代表曲
- 『港の夜霧』1938年11月リーガル(コロムビア) 大友博名義
- 『想い出の並木路』1940年7月ポリドール
- 『海の合唱』1940年8月ポリドール 共演：高杉妙子
- 『世紀の青空』1940年9月ポリドール
- 『歌は戦線へ(5)』1941年1月ポリドール 共演：上原敏、高山美枝子
- 『足並揃えて』1941年2月ポリドール 共演：上原敏、高山美枝子
- 『朝の街角』1941年3月ポリドール
- 『空青きメキシコ』1941年4月ポリドール
- 『希望の春』1941年5月ポリドール
- 『朗らか隣組』1941年6月ポリドール 共演：松平富美子
- 『黒潮踊る太平洋』1941年6月ポリドール 共演：ヴォーカル・フォア合唱団
- 『大和一家』1941年6月ポリドール 共演：矢田稔、矢島英子、高山美枝子
- 『爆弾位は手で受けよ(上)』1941年6月ポリドール 共演：上原敏、浅草〆香、日本橋きみ栄
- 『みんな輪になれ』1941年8月ポリドール 共演：上原敏、奥村和子
- 『戦闘隊の歌』1941年10月ポリドール 共演：ヴォーカル・フォア合唱団
- 『あゝ日の丸だ前進だ』1941年11月ポリドール 共演：三丁目文夫
- 『市民行進曲』1941年12月ポリドール

共演：藤原千多歌、三丁目文夫、若草かおる
- 『僕の国民服』1941年12月ポリドール
- 『産報青年隊歌　第二曲』1942年1月ポリドール 共演：奥田良三、上原敏、三丁目文夫、石井亀次郎、如月俊夫
- 『民謡傑作集(二)』1942年1月ポリドール 共演：浅草染千代、日本橋きみ栄
- 『ソーラン節』1943年4月ニッチク(コロムビア) 共演：菊池章子
- 『南方みやげ』1944年2月ニッチク(コロムビア)
- 『ヨカレン節』1944年3月ニッチク(コロムビア) 共演：霧島昇
- 『かちどき音頭』1944年4月ニッチク(コロムビア) 共演：松原操、佐々木章
- 『突撃喇叭鳴り渡る -一億総蹶起の歌-』1944年6月ニッチク(コロムビア) 共演：楠木繁夫、三原純子
- 『水兵さん』1944年8月ニッチク(コロムビア) 共演：霧島昇
- 『海の初陣』1944年8月ニッチク(コロムビア) 共演：伊藤久男
- 『若桜の歌』1944年10月ニッチク(コロムビア) 共演：波平暁男
- 『農兵節』1944年10月ニッチク(コロムビア) 共演：伊藤久男、菊池章子、奈良光枝、原島喜代子
- 『今ぞ決戦』1944年10月ニッチク(コロムビア) 共演：楠木繁夫
- 『明日もまた』1944年11月ニッチク(コロムビア) 共演：二葉あき子
- 『君こそ次の荒鷲だ』1944年11月ニッチク(コロムビア) 共演：波平暁男、高倉敏
- 『空のふるさと』1944年11月ニッチク(コロムビア) 共演：松原操
- 『勝利の日まで』1945年1月ニッチク(コロムビア) 共演：波平暁男、志村道夫、高倉敏、菅沼ゆき子、奈良光枝、池真理子、渡辺一恵
- 『伏敵の誓い』1945年1月ニッチク(コロムビア) 共演：眞木絢代
- 『男散るなら』1945年2月ニッチク(コロムビア) 共演：霧島昇
- 『かくて神風は吹く』1945年2月ニッチク(コロムビア) 共演：高倉敏
- 『台湾沖の凱歌』1945年2月ニッチク(コロムビア) 共演：朝倉春子
- 『鸚鵡の唄』1946年1月コロムビア 共演：池真理子
- 『ワカランソング』1946年3月コロムビア 共演：高倉敏、渡辺一恵
- 『夜ごとの夢』1946年3月コロムビア
- 『銀座歩けば』1946年5月コロムビア 共演：柴田つる子、宇都美清
- 『悲しき竹笛』1946年6月コロムビア 共演：奈良光枝
- 『黒いパイプ』1946年9月コロムビア 共演：二葉あき子
- 『1947年への序曲』1947年1月コロムビア 共演：霧島昇、藤山一郎、高倉敏
- 『人生乗合船』1947年1月コロムビア 共演：高倉敏
- 『花薔薇の唄』1947年9月コロムビア
- 『旅は鼻唄』1947年11月コロムビア
- 『山小舎の灯』1948年1月コロムビア
- 『桜ばやし』1948年2月コロムビア 共演：霧島昇、松原操、柴田つる子、コロムビアゆりかご会
- 『男涙よなぜ熱い』1948年5月コロムビア
- 『南の薔薇』1948年7月コロムビア
- 『湯の町エレジー』1948年11月コロムビア
- 『東京恋し』1948年11月コロムビア 共演：安西愛子
- 『新愛染かつら』1948年11月コロムビア 共演：奈良光枝
- 『忘れじの丘』1948年12月コロムビア
- 『愛の灯かげ』1948年12月コロムビア 共演：奈良光枝
- 『想い出は雲に似て』1948年12月コロムビア
- 『川越新小唄』1948年コロムビア 共演：音丸
- 『花咲く丘』1949年3月コロムビア 共演：並木路子
- 『南の星よ』1949年4月コロムビア
- 『ハバロフスク小唄』1949年4月コロムビア 共演：中村耕造
- 『ハロー東京』1949年4月コロムビア 共演：山田陽子
- 『幻の故郷』1949年10月コロムビア
- 『名古屋かっぽれ』1949年10月コロムビア 共演：山田陽子
- 『湯の町夜曲』1950年1月コロムビア
- 『涙のおもかげ』1950年1月コロムビア 共演：山根寿子
- 『たそがれの湖』1950年1月コロムビア
- 『月夜船』1950年1月コロムビア
- 『たそがれの湖』1950年2月コロムビア 共演：奈良光枝
- 『ギター恋慕』1950年2月コロムビア
- 『夢も短かく』1950年3月コロムビア 共演：織井茂子
- 『処女宝の歌』1950年3月コロムビア 共演：高峰麻梨子
- 『純情航路』1950年5月コロムビア
- 『君の移り香』1950年7月コロムビア
- 『白衣の花』1950年7月コロムビア 共演：奈良光枝
- 『赤い羽根の歌』1950年10月コロムビア 共演：並木路子
- 『希望の丘越えて』1950年12月コロムビア
- 『初恋の港』1950年12月コロムビア
- 『水車小屋の花』1951年1月コロムビア
- 『さすらいのギター』1951年6月コロムビア 共演：高倉敏、鶴田六郎
- 『初恋の港』1951年6月コロムビア
- 『思い出の喫茶店』1951年7月コロムビア
- 『明るい雨』1951年コロムビア
- 『母を慕いて(祇園人形)』1951年7月コロムビア 共演：美空ひばり
- 『湯の町物語』1952年1月コロムビア
- 『夢と知りせば』1952年1月コロムビア 共演：奈良光枝、朗読 木暮実千代
- 『さらば故郷』1952年3月コロムビア
- 『別れの磯千鳥』1952年4月コロムビア
- 『はてなき旅』1952年4月コロムビア
- 『彼女はイヤッと云いました』1952年4月コロムビア
- 『伊豆はなつかし』1952年9月コロムビア
- 『明るい雨』1952年11月コロムビア
- 『この恋捨てて』1952年11月コロムビア
- 『湯の町月夜』1952年12月キング
- 『高原の夢は悲し』1952年12月コロムビア
- 『小豆島小唄』1952年コロムビア 共演：久保幸江
- 『増田小唄』1952年コロムビア 共演：久保幸江
- 『モンゴル娘』1953年3月コロムビア
- 『男はひとり泣くものを』1953年4月キング
- 『湖畔の赤い灯』1953年4月キング
- 『ブルー・ローンスター』1953年4月キング
- 『ハルピンの花馬車』1953年9月キング
- 『初恋日記』1954年3月コロムビア 共演：神楽坂はん子
- 『麦笛を吹く丘』1954年5月キング
- 『思い出月夜』1956年7月テイチク

### 代表作（映画監督）
- 坊ちゃんの逆襲（1956年、新東宝）ほか坊ちゃんシリーズ数作
- カックン超特急（1959年、新東宝）
- 凸凹珍道中（1960年、新東宝）
- 社長と女秘書 全国民謡歌合戦（1963年、大蔵映画）
- 006は浮気の番号（1965年、音映映画）

### NHK紅白歌合戦出場歴
| 年度/放送回              | 曲目               | 対戦相手 |
| ------------------------ | ------------------ | -------- |
| 1951年（昭和26年）/第1回 | 湯の町エレジー     | 菊池章子 |
| 1953年（昭和28年）/第3回 | 湯の町月夜         | 荒井恵子 |
| 1953年（昭和28年）/第4回 | 別れの磯千鳥       | 松島詩子 |
| 1954年（昭和29年）/第5回 | 忘れないよ         | 松島詩子 |
| 1956年（昭和31年）/第7回 | 想い出月夜         | 奈良光枝 |
| 1957年（昭和32年）/第8回 | 坊ちゃん青空を行く | 松島詩子 |

### テレビ
- 土曜ワイド劇場「想い出の海辺 パパ、ぼく死にたくない!!」（テレビ朝日）
- 月曜ドラマランド「意地悪ばあさん GO!GO!!ハワイの巻」（フジテレビ）
- セーラー服反逆同盟 第15話「プッツン気分! 初恋しちゃった」（日本テレビ）
- オールスター家族対抗歌合戦（フジテレビ）
- ドバドバ大爆弾（東京12チャンネル）
- お笑いスター誕生!!（日本テレビ）
- ワイドYOU（毎日放送）

ほか多数

### CM
- ポピー（スターカラオケ歌合戦、1978年）
- 大正製薬（パブロンゴールド顆粒、1983年 - 1986年）
- 阿部興業 木彫ドア（1985年）

### 著書
- 芸能界いろいろあらぁ〜な（廣済堂出版、1986年9月）ISBN 978-4331502266

## 栄典
1988年、勲四等瑞宝章受章。